# Amanda Campos Francisco

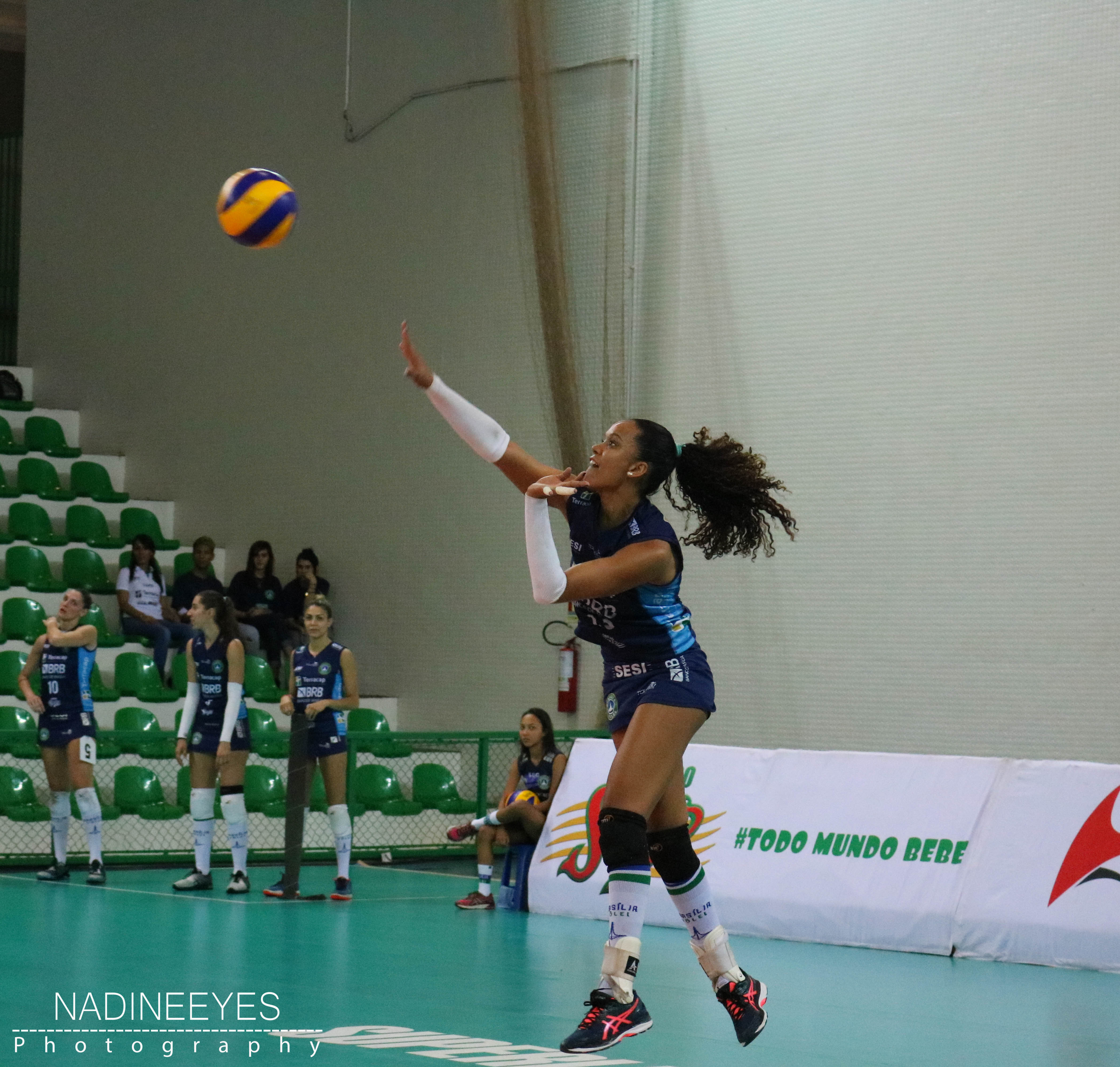
Amanda Campos Francisco podczas wykonywania zagrywki w drużynie Brasília Vôlei w sezonie 2016/2017

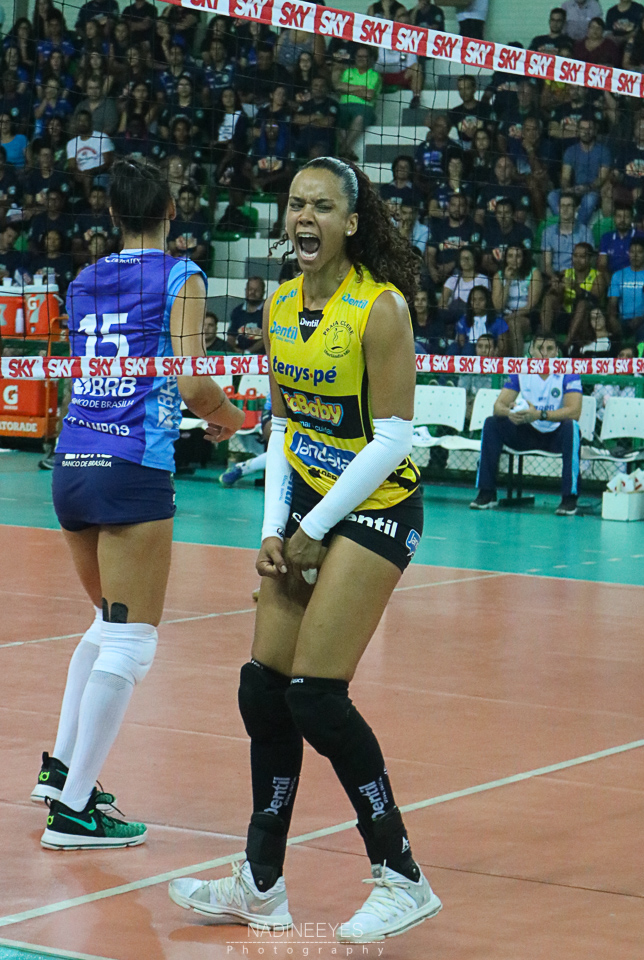
Amanda Campos Francisco zawodniczką Dentil/Praia Clube w sezonie 2017/2018

Amanda Juliana Sehn Campos Francisco (ur. 16 sierpnia 1988 w Recife) – brazylijska siatkarka, reprezentantka kraju, grająca na pozycji przyjmującej.  

## Sukcesy klubowe
Mistrzostwa Brazylii:
- 2006, 2007, 2008, 2009, 2011, 2013, 2014, 2015, 2016, 2017
- 2010, 2012

Puchar Brazylii:
- 2007, 2020

Klubowe Mistrzostwa Ameryki Południowej:
- 2013, 2015
- 2009

Klubowe Mistrzostwa Świata:
- 2013

## Sukcesy reprezentacyjne
Mistrzostwa Ameryki Południowej Kadetek:
- 2004

Mistrzostwa Świata Kadetek:
- 2005

Mistrzostwa Ameryki Południowej Juniorek:
- 2006

Puchar Panamerykański:
- 2007

Mistrzostwa Świata Juniorek:
- 2007

Letnia Uniwersjada:
- 2011
- 2013

Volley Masters Montreux:
- 2017

Grand Prix:
- 2017

Mistrzostwa Ameryki Południowej:
- 2017, 2019[4]

Puchar Wielkich Mistrzyń:
- 2017

Liga Narodów:
- 2019